# 1918 в анімації

## Випущені фільми
- невідома дата – Sin dejar rastros  (Аргентина)
- лютий – Урасіма Таро (Японія)
- 25 лютого – The Pinkerton Pup's Portrait (США)
- 18 травня – The Sinking of the Lusitania (США)

## Народилися

### січень
- 4 січня: Бадді Бейкер, американський композитор ( «Walt Disney Animation Studios», «Bon Voyage», «Чарлі Браун» (і «Не повертайся!»). ), The Puppetoon Movie ), (пом. 2002 ).
- 26 січня: Віто Скотті, американський актор (озвучував Пеппо в The Aristocats ), (пом. 1996 ). [1]

### Лютий
- 13 лютого: Аль Пабіан, американський аніматор ( Чак Джонс, Peanuts specials), (пом. 2015 ).
- 14 лютого: Вільям Л. Снайдер, американський кінопродюсер ( Rembrandt Films ), (пом. 1998 ). [2]
- 16 лютого: Петті Ендрюс, американська співачка (співав фрагмент Джонні Федори та Еліс Блю Боннет у Make Mine Music та Little Toot у Melody Time ), (пом. 2013 ). [3]
- 22 лютого: Дон Пардо, американський диктор (голос Диктора в Totally Minnie, сам в епізодах Сімпсонів « Moe Letter Blues » і « Moonshine River ») (пом. 2014 ). [4]

### березень
- 2 березня:
  - Боб Гівенс, американський аніматор, дизайнер персонажів і художник-верстальщик ( компанія Walt Disney, Warner Bros. Мультфільми, Ханна-Барбера, DePatie-Freleng Enterprises ), (пом. 2017 ). [5] [6]
  - Майкл Рай, американський актор (озвучка головного героя у фільмі « Самотній рейнджер », вождя апачів і «Зеленого ліхтаря» у фільмі « Супердрузі », герцога Ігторна, короля Грегора та сера Ґавейна у фільмах «Пригоди ведмедиків Гаммі», Джей Джей Вагстаффа у фільмах « Психи-псики », «Містер Слагхупл» у фільмі «Діти Флінтстоун», Фарлі Стіллвелл у фільмі «Людина-павук » (пом. 2012 ). [7]
- 3 березня: Дейв Монахан, американський сценарист ( Warner Bros. Мультфільми ), (пом. 2003 ). [8]
- 6 березня: Гарольд Мак, англійський аніматор і художник коміксів (працював у Gaumont British Animation, British Animated Pictures і анімаційній студії Мартена Тундера, заснував власну анімаційну студію The Anglo-Dutch Group ), (пом. 1975 ). [9]
- 9 березня: Венс Колвіг, американський клоун і актор (озвучував Чоппера в The Yogi Bear Show ), (пом. 1991 ). [10]
- 18 березня: Майк Роуд, американський актор (озвучував Рейса Беннона в Jonny Quest, Зандора в The Herculoids, Ugh в Space Ghost і Dino Boy ), (пом. 2013 ). [11]
- 19 березня: Марвін Міріш, американський кінопродюсер і брат Волтера Міріша ( «Рожева пантера ») (пом. 2002 ). [12]
- 21 березня: Кліфф Нортон, американський актор (озвучував Вогл-Берда в «Джек і бобове стебло», Какофонус А. Дісхорд у «Примарній платіжній будці», Ед Хаддлз у «Де тусається?», Ворона №2 у «Миші та його дитина», Тімоті в «Пандамоніум »)., (пом. 2003 р.).
- 29 березня: Перл Бейлі, американська актриса та співачка (голос Mrs. Слон у Tubby the Tuba, Big Mama у The Fox and the Hound (пом. 1990 ). [13]

### квітень
- 4 квітня: Джеррі Джонсон, американська актриса (озвучував Бетті Руббл в останніх двох сезонах серіалу «Флінстоуни ») (пом. 1990 ).
- 18 квітня: Дік Саткліфф, американський аніматор (співавтор фільму «Дейві та Голіаф ») (пом. 2008 ). [14]
- 19 квітня: Вільям Артур Сміт, американський аніматор, художник коміксів та ілюстратор (працював на Волтера Ланца ), (пом. 1989 ). [15]
- 25 квітня: Том Дейлі, канадський кінопродюсер ( «Моя фінансова кар'єра ») (пом. 2011 ). [16]

### червень
- 2 червня: Генрі Г. Саперштейн, американський кінопродюсер і дистриб'ютор ( UPA ), (пом. 1998 ).

### липень
- 2 липня: Вім Буст, він же Вібо, голландський художник коміксів, карикатурист і аніматор (пом. 2006 ). [17]
- 6 липня: Себастьян Кебот, англійський актор (озвучував оповідача та сера Ектора в «Мечі в камені», Багіра в «Книзі джунглів», оповідач у [[Численні пригоди Вінні|«Численні пригоди Вінні») (пом. 1977 ). [18]

### Серпень
- 17 серпня: Морт Маршалл, американський актор (озвучував Стенлі Лівінгстона, Роккі Манінова та інших різних персонажів у Теннессійському смокінгу та його оповіданнях, Клондайк Кет у «Біглях», оригінальний голос Кролика Трікс ), (пом. 1979 ). [19]
- 19 серпня: Флойд Хаддлстон, американський автор пісень ( The Aristocats, Robin Hood ), (пом. 1991 ). [20] [21]
- 26 серпня: Дейв Беррі, американський радіоведучий і актор (голос Хамфрі Богарта у 8 Ball Bunny, голос Блуто в мультфільмі про Попая Seein' Red, White 'N' Blue, голос Елмера Фадда в Pre-Hysterical Hare ), ( д. 2001 ). [22]

### Вересень
- 22 вересня: Кен Саутворт, англійський аніматор ( Walt Disney Company, MGM, Walter Lantz, Hanna-Barbera, Filmation, Clokey Productions, Warner Bros. Анімація ), (пом. 2007 ). [23]
- 28 вересня: Арнольд Стенг, американський актор (озвучував головного героя фільму «Верхній кіт ») (пом. 2009 ). [24]

### жовтень
- 27 жовтня: Жак Еггермон, бельгійський художник коміксів і аніматор (працював на CBA), (пом. 1998 ). [25]
- 31 жовтня: Кармен Д'Авіно, американський художник, скульптор і кінорежисер (пом. 2004 ). [26] [27]

### Листопад
- 5 листопада: Алан Тілверн, англійський актор (роль Р. К. Маруна у «Хто підставив кролика Роджера», озвучував трактирника у «Володарі кілець» ) (пом. 2003 ).
- 11 листопада:
  - Говард Перселл, американський художник коміксів, письменник і аніматор (пом. 1981 ). [28]
  - Сеймур Рейт, він же Сі Рейт, американський аніматор ( Fleischer Studios, співавтор Каспера, дружнього привида ), письменник, сценарист, автор коміксів і художник коміксів (пом. 2001 ). [29]
- 30 листопада: Єфрем Зімбаліст-молодший, американський актор (озвучував Альфреда Пенніворта в анімаційному всесвіті DC, доктора Восьминога в «Людині-павуку», Джастіна Хаммера в <i id="mwAWc">«Залізній людині</i> ») (пом. 2014 ). [30]

### Грудень
- 31 грудня: Вірджинія Девіс, американська актриса (роль Аліси в комедіях Уолта Діснея про Алісу ) (пом. 2009 ). [31] [32]

## Померли

### січень
- 9 січня : Еміль Рейно, французький винахідник і піонер анімації (винайшов праксиноскоп, відповідальний за створення перших анімаційних фільмів), помер у віці 73 років.

## зовнішні посилання
- Анімаційні роботи року, занесені до списку IMDb